# Leucania laxa
Leucania laxa là một loài bướm đêm trong họ Noctuidae.